# Condado de Fentress
O Condado de Fentress é um dos 95 condados do Estado americano do Tennessee. A sede do condado é Jamestown, e sua maior cidade é Jamestown. O condado possui uma área de 1 292 km² (dos quais 1 km² estão cobertos por água), uma população de 16 625 habitantes, e uma densidade populacional de 13 hab/km² (segundo o censo nacional de 2000). O condado foi fundado em 1823.